# ارتور كراوس
ارتور كراوس (بالإنجليزية: Artur Kraus )‏ (و. 1854 – 1930 م) هو عالم فلك، ومصور ولد في باردوبيتسه .
توفي في باردوبيتسه، عن عمر يناهز 76 عاماً.